# Gudrun Genest
Gudrun Genest (Braunschweig, 13 augustus 1914 – München, 6 februari 2013) was een Duits actrice. Naast haar optredens in films en televisieseries trad ze ook veelvuldig op in theaters. Daarnaast was ze ook een veelgevraagd synchronisatiespreekster.
Gudrun Genest was getrouwd met Rudolf Diehls tot hun scheiding in 1936. Samen hadden ze één kind, de actrice Corinna Genest. Verder was zij getrouwd met de acteur Aribert Wäscher van 1954 tot zijn dood in 1961. Genest was ook de nicht van de acteur Hubert von Meyerinck.

## Filmografie
- 1950: Semmelweis - Retter der Mütter
- 1959: Bezaubernde Arabella
- 1960: Das Haus voller Gäste
- 1961: Die Ehe des Herrn Mississippi
- 1962: Kohlhiesels Töchter
- 1962: Heute nacht starker Nebel
- 1963: Die Nacht am See
- 1963: Schwarz auf Weiß
- 1964: Das Blaue vom Himmel
- 1964: Das Pferd
- 1964: Aktion Brieftaube - Schicksale im geteilten Berlin
- 1965: Die Hose
- 1966: Fluchtversuch
- 1967: Die blaue Hand
- 1969: Ein Tag ist schöner als der andere
- 1969: ...tot im Kanapu
- 1969: Die Jubilarin
- 1969: Endspiel
- 1970: Gesellschaft für Miss Wright
- 1970: Schlagzeilen über einen Mord
- 1972: Das Klavier
- 1972: Sternschnuppe
- 1973: Einladung zur Enthauptung
- 1974: Preussenkorso Nr. 17
- 1976: Von Emma, Türkenpaul und Edwin mit der Geige
- 1978: Schöner Gigolo, armer Gigolo
- 1980: Mein Gott, Willi!
- 1980: Meister Timpe
- 1981: 'Ne scheene jejend is det hier
- 1982: Single liebt Single
- 1984: Heute und damals
- 1984: Der Snob
- 1986: Abschiedsvorstellung
- 1987: Beule oder Wie man einen Tresor knackt
- 1989: Letzten Sommer in Kreuzberg
- 1990: Die Spinnen
- 1990: Kaffeeklatsch (korte film)
- 1997: Angeschlagen

## Televisieseries
- 1962: Jedermannstraße 11
- 1973: Algebra um acht
- 1978: Der Alte - Die Sträflingsfrau
- 1979: Derrick - Das dritte Opfer
- 1979: Seton Dôbutsuki Risu no bannâ
- 1982: Es muß nicht immer Mord sein
- 1984: Ich heirate eine Familie - Familienzuwachs
- 1984: Leute wie du und ich
- 1985: Die Nervensäge - Willis Mutter
- 1986-1991: Die Wicherts von nebenan (49 afleveringen)
- 1986: Tatort - Tödliche Blende
- 1987: Der Elegante Hund
- 1988: Tatort - Schuldlos schuldig
- 1988: Berliner Weiße mit Schuß
- 1989: Ein Heim für Tiere
- 1990-1991: Wie gut, dass es Maria gibt (26 afleveringen)
- 1992: Tücken des Alltags
- 1992: Haus am See
- 1993: Immer wieder Sonntag (7 afleveringen)
- 1994: Zwei alte Hasen
- 1995: A.S.
- 1995: Der Mond scheint auch für Untermieter
- 1996: Rosamunde Pilcher - Das Haus an der Küste
- 1997, 2000, 2003: Dr. Sommerfeld - Neues vom Bülowbogen
- 1997: Frauenarzt Dr. Markus Merthin

## Hoorspelen (selectie)
- 1946: Max Frisch: Nun singen sie wieder – Regie: Theodor Mühlen (Berliner Rundfunk)
- 1946: Paul Osborn: Galgenfrist (Maria Giles) – Regie: Hanns Korngiebel (RIAS Berlin)
- 1947: Mark Twain: Die Millionen-Pfundnote – Regie: Hanns Korngiebel (RIAS Berlin)
- 1949: Aristophanes: Lysistrata (Kalonike) – Regie: Carlheinz Riepenhausen (Berliner Rundfunk)
- 1949: Berta Waterstradt: Meine Töchter – (Berliner Rundfunk)
- 1949: Kurt Tucholsky: Schloß Gripsholm (Lydia) – Regie: Friedrich Joloff (RIAS Berlin)
- 1949: Bodo Uhse: Der Lastträger – Regie: Carlheinz Riepenhausen (Deutschlandsender)
- 1960: Adalbert Stifter: Bergkristall (moeder) – Regie: Hermann Schindler (RIAS Berlin)
- 1964–1978: Diverse Autoren: Damals war's – Geschichten aus dem alten Berlin (ze had een doorlopende rol in zes verhalen met 67 afleveringen) – Regie: Ivo Veit e.a. (40 verhalen in 426 afleveringen) (RIAS Berlin)

## Als stemactrice
| Actrice              | Film/Serie                                  | Rol                |
| -------------------- | ------------------------------------------- | ------------------ |
| Angela Lansbury      | Der Hofnarr                                 | Princes Gwendoline |
| Angela Lansbury      | Die größte Geschichte aller Zeiten          | Claudia Procula    |
| Angela Lansbury      | Mord im Spiegel                             | Miss Jane Marple   |
| Esther Dale          | Die schreckliche Wahrheit (synchro in 1981) | Mrs. Leeson        |
| Geraldine Fitzgerald | Der letzte Held Amerikas                    | Mrs. Jackson       |
| Joan Bennett         | Schweigegeld für Liebesbriefe               | Lucia Harper       |
| Karen Norris         | Bettgeflüster                               | Miss Dickenson     |
| Monica Parker        | Willkommen in Wellville                     | Mrs. Tindermarsh   |